# Zoroaster adami
Zoroaster adami är en sjöstjärneart som beskrevs av Jean Baptiste François René Koehler 1909. Zoroaster adami ingår i släktet Zoroaster och familjen Zoroasteridae. Inga underarter finns listade i Catalogue of Life.